# James Stuart, 1. Baronet (of Bute)
Sir James Stuart, 1. Baronet († 1662) war ein schottischer Adliger und Politiker.
Er entstammte einer Bastardlinie des Hauses Stewart, die seit dem 15. Jahrhundert das Erbamt des Sheriffs der Grafschaft Bute innehatte (siehe Stuarts of Bute). Er war der Sohn und Erbe des Sir John Stuart, Gutsherr von Ardmaleish auf der Isle of Bute, Sheriff von Bute, und dessen Gattin Elizabeth Hepburn. Sein Vater hatte die Schreibweise seines Familiennamens, dem Zeitgeist folgend, von „Steward“ zu „Stuart“ geändert.
Beim Tod seines Vaters am 31. März 1619 beerbte er diesen und folgte ihm als Sheriff von Bute. Am 28. März 1627 erwarb er eine erbliche Adelswürde in der Baronetage of Nova Scotia als Baronet, of Bute.
Während des Bürgerkriegs stand er auf Seiten der Royalisten. 1644 und 1645 war er als Abgeordneter für Bute Mitglied des schottischen Parlaments.
Er heiratete Grizel Campbell, Tochter von Sir Dugald Campbell, 1. Baronet (of Auchinbreck). Mit ihr hatte er drei Kinder:
- Sir Dugald Stuart, 2. Baronet (of Bute) († um 1670);
- Jean Stuart ⚭ Angus Campbell, 6. Laird of Skipness;
- Sir Robert Stuart, 1. Baronet (of Tillicoultry) (um 1655–1710).